# 外記流
外記流（げきりゅう）は日本の砲術の流派のひとつ。井上流の名でも呼ばれている。

## 概要
流祖の井上九十郎外記正継は、播州英賀城主・九郎左衛門正信の孫、父は池田輝政に仕えた井上外記正俊。
慶長19年（1614年）の大坂冬の陣では酒井雅楽頭忠世の組に属して大筒を担い、その功で下総国香取郡に500石を賜う。
寛永3年（1626年）5月に徳川秀忠上洛の際は奉行衆の一人として従い、寛永12年（1635年）、幕命によって従来の大筒を改良、南蛮胴を用いて、重量を十分の一、射程距離を8町から40町に伸ばし、命中精度もあげた鉄砲を作製した。当時の大筒は非常に重くて扱いが困難で射程距離も8町だったが、正継が開発したものは目方も10分の1で操作も簡単で優れたもので、射程距離も40町と大幅に伸びた。1638年 御鉄炮御用役に任じられ、与力5騎、同心20人、1000石となった。『武極集』『玄中大成集』『遠近智極集』の三部書を刊行したが、正保3年（1646年）、同じ鉄砲役の稲富喜大夫直賢と術技のうえで確執を生じ、同年8月15日小栗長右衛門宅で口論刃傷となり横死した。
正継の長女と結婚して家を継いだ妹の子・井上左太夫正景は召し出されて、幕府鉄砲頭となる。以後は井上左太夫を代々名乗り、田付流の宗家とともに世襲して幕末まで続いた。
安部摂津守信允の四男として生まれ、井上正賢の養子となった9代目の井上左太夫正清は、文化元年（1804年）の発表した『鉄砲問答』の中で、
「鉄砲は兵器中の絶技、国家安危に関する所あり。されば此技を教習するには、戦場実用の事を吟味せずには叶わざるなり。故に和漢の兵書、諸砲家の書を読み、花法実法を弁別して是を教習すること肝要なり。」と述べている。
正清は寛政7年（1795年）3月5日、将軍・徳川家斉が小金原で遊猟した時に隊士を率いて合同鉄砲などを指揮した。正清は中国の火兵にも詳しく、中国火器を図解した『利器解』という兵書を文化6年（1809年）に刊行している。
重要武芸して尊重された砲術は様々な流派があったが、井上流と田付流は西洋砲術が幕末に渡来するまで、その勢力は顕著なるものがあった。